# 신수중학교
신수중학교(新水中學校)는 대한민국 서울특별시 마포구 신수동에 있는 공립 중학교로, 1987년에 개교되었다.

## 학교 연혁
- 1987년 3월 1일 : 초대 서정호 교장 취임
- 2016년 3월 1일 : 서울형 자유학기제 운영
- 2020년 3월 1일 : 제14대 이성호 교장 취임
- 2021년 1월 11일 : 제32회 졸업식 (169명 졸업, 누적인원 10,330명)

## 참고 자료
- 신수중학교 - 한국교육학술정보원 학교알리미